# Yin Chengxin
Yin Chengxin (chinesisch 尹成昕; * 5. Februar 1995 in Wuhan) ist eine chinesische Synchronschwimmerin.

## Erfolge
Yin Chengxin gewann bei den Asienspielen 2014 in Incheon ihre erste internationale Medaille, als sie sich in der Kombinationskonkurrenz vor Japan und Kasachstan die Goldmedaille sicherte. Zwei Medaillengewinne folgten ein Jahr darauf bei den Weltmeisterschaften in Kasan. In der Mannschaftskonkurrenz des freien Programms sowie in der Kombination belegte die chinesische Mannschaft mit Yin den jeweils zweiten Platz hinter der russischen Mannschaft. Beide Male belegte die Mannschaft Japans den dritten Podestplatz. Bei den Olympischen Spielen 2016 in Rio de Janeiro ging Yin im Mannschaftswettbewerb an den Start. In diesem erzielten die Chinesinnen 192,9841 Punkte, womit sie wie schon 2012 hinter Russland mit 196,1439 Punkten Zweite wurden. Den dritten Platz belegte Japan mit 189,2056 Punkten. Neben Yin erhielten Gu Xiao, Liang Xinping, Li Xiaolu, Sun Wenyan, Tang Mengni, Guo Li, Zeng Zhen und Huang Xuechen Silber.
In Budapest wiederholte Yin bei den Weltmeisterschaften 2017 mit der chinesischen Mannschaft die zweiten Plätze im technischen und im freien Programm der Mannschaftskonkurrenz. Besser verlief die Kombination, in der die Chinesinnen vor der Ukraine und Japan Weltmeisterinnen wurden. Bei den Asienspielen 2018 in Jakarta gehörte Yin erneut zum chinesischen Kader und gewann mit diesem erneut die Goldmedaille. Auch 2019 war sie bei den Weltmeisterschaften in Gwangju wieder Teil der Mannschaft. Mit ihr wurde sie in der Kombination und im technischen bzw. freien Programm einmal mehr hinter der russischen Mannschaft Vizeweltmeisterin. Bei den 2021 ausgetragenen Olympischen Spielen 2020 in Tokio gewann Yin eine weitere olympische Silbermedaille. Mit der Mannschaft, zu der neben Yin noch Feng Yu, Liang Xinping, Huang Xuechen, Sun Wenyan, Wang Qianyi, Xiao Yanning und Guo Li gehörten, erreichte sie 193,5310 Punkte und schloss den Wettkampf hinter Russland mit 196,0979 Punkten und vor der Ukraine mit 190,3018 Punkten auf Platz zwei ab.